# Jagtsæson (film)
Jagtsæson er en dansk film fra 2019 og den blev instrueret af Tilde Harkamp.

## Medvirkende
- Lærke Winther som Marlene
- Mille Dinesen som Eva
- Lars Ranthe som Jan
- Stephania Potalivo som Bella
- Jon Lange som Peter
- Martin Bo Lindsten som Steen
- Rasmus Botoft som Anders
- Bertil Karlshøj Smith som Oliver
- Tommy Kenter som Godsejer
- Nana Abenaa Rytter Nielsen som receptionist
- Mathias Bøgelund som ekspedient